# 능격
능격(能格, ergative case, ERG)이란 격의 일종으로서, 절대격과 능격을 구분하는 능격-절대격 정렬 언어에 존재하는 격이다. 이러한 언어에서 자동사의 주어와 타동사의 목적격을 표시하는 데에는 절대격이, 타동사의 주어를 표시하는 데에는 능격이 사용된다. 한국어나 영어등 주격/대격의 구분이 있는 언어는, 자/타동사의 주어가 동일하다. 능격은 보통 유표적이며, 절대격은 무표적이다. 능격에는 도구격과 같은 언어와 속격과 같은 언어 등이 있다. 능격언어에는 바스크어, 조지아어 등이 있다.

## 분열 능격
언어에 따라 주격/대격의 구별과 절대격/능격의 구별이 동시에 존재하는 언어가 있는데, 이때의 능격을 분열 능격이라고 하며, 그러한 특징을 갖는 언어를 분열능격성 언어라고 한다. 예를 들어, 힌디어는 보통은 주격/목적격의 구별을 하나, 완료형에 한하여 능격성을 갖는다. 또한 언어에 따라 주어가 3인칭일 때만 능격성을 갖는 언어도 있다.

## 같이 보기
- 능격-절대격 정렬
- 절대격